# Myxexoristops bondsdorff
Myxexoristops bondsdorff là một loài ruồi trong họ Tachinidae.